# Дванаест санадских хумки
Серија од дванаест препознатљивих хумки (кургана) налази се у општини Чока у северном Банату, на потезу између Санадa и Чоке. Ове хумке представљају релативно изоловану целину, комплекс који без икакве сумње припада истом градитељу из исте временске епохе. Не разликују се много од осталих хумки у регији, изузев неких већих које су служиле као утврда. Међутим у недостатку археолошке информације није познато којој епохи су припадале, то јест када су направљене и ко их је заправо градио.

## Историјат и временски оквир
Овај део Баната у старо и античко доба насељавали су Индоевропски народи трачког (Агатирзи, Гети, Дачани) и келтског (Боји, Ерависци) порекла, а од првих векова наше ере германски Готи и ирански Сармати (Јазиги, Роксолани и Лимиганти). Једно време се ту задржавају Хуни и до Атилине смрти успостављају своју државу, а након њих на ове просторе упадају Авари који такође успевају да се ту одрже, о чему сведоче њихове бројне некрополе.
Од народа који су у раном средњем веку под Карпате стизали са истока, осим Мађара са великом сигурношћу се може рећи да на овај простор продиру и Кумани, а ту су и Монголи и Татари, који их у свом краткотрајном походу потискују према западу.
Иако у недостатку археолошких истраживања, о стварним градитељима ових хумки имамо само претпоставке, знамо да су многи од ових народа традиционално познавали курганску културу, односно и сахрањивали у земљане тумуле, стога долазе у обзир као потенцијални градитељи.
Ако се тражи одговор на порекло хумки, треба узети у обзир да је сваки од наведених народа доносио део својих обичаја и стога могао имати утицаја на настанак културе хумки на равним, степским просторима Баната и Бачке.

## Положај и тип хумки
Хумке су постављене на подручје леве обале Тисе, у релативно правилној лучној линији која прати приобаље бившег меандра (мртваје или пра-тока) реке. Идентификован је симболичан број од дванаест хумки, сличног изгледа и градње. Пошто немају традиционалног народног имена или неки засебан појединачни топоним, могу се номиновати само у виду целине. Хумке Санада спадају у анонимне хумке, које провизорно можемо обележавати бројем редоследа у којем су просторно постављене (хумка бр. 1, број 2 итд.). На приложеним сликама је представљено само неколико репрезентативнијих, пошто је један део њих делимично или потпуно уништен.
По типу свака представља хумку-стражару које су служиле изнад свега за осматрање. То је јасно из њиховог положаја у овом изузетно равном подручју. Места подизања су очигледно са пажњом одабирана, тако да се обезбеди међусобна видљивост (искоришћене су и уздужне елевације уз изохипсе). Ове хумке су подизане у карактеристичном низу тако да се са врха једне добро види на друге. У циљу тактичке одбране од надолазећег непријатеља са хумки су дању сигнализовали димом, а ноћу ватром. Са хумке је толико добра видљивост, да је по неком предању већ то могло бити довољно да се на њу коњаник-извиђач попне, и са коњем стане у одређеном смеру показујући на правац из којег долази опасност. Тај сигнал би регистровао посматрач са удаљене хумке и на време обавестио заједницу.

## Стање и перспективе
Санадске хумке игром новијих околности спадају међу најнарушеније у Србији. Преживеле су векове и варварска времена, како-тако и ратове (за време II. светског рата немачка војска је у њих уграђивала бункере), али не и вандализам неких који су покушали са пљачком њиховог садржаја. Непознати починиоци су у организованој криминалној активности која је укључивала употребу тешке механизације ископали средину хумки, и то тако да се издалека та радња не открива одмах. За површног посматрача хумке и даље стоје, али када се приђе постаје јасно да је учињено намерно нарушавање ових културно-историјских споменика. Ова немила интервенција – над многим хумкама у Банату – одигравала се у скоријој прошлости, пре једне- или две деценије, на шта указује садржај врста и фаза развоја биљног покривача — високи коров бодљикавог карактера, претежно стричак (Carduus acanthoides). Нико из званичних институција задужених за заштиту историјског наслеђа (музеји, министарства, самоуправе) није реаговао, али чак и да постоји правилан законски оквир и систем санкционисања, то не би спречило вандалско разарање овако издвојених објеката. Тако да хумке Санада деле тужну судбину многих нечуваних и нарушених археолошких локалитета у Србији и на Балкану.

## Галерија
| - Прва у низу хумки, одмах поред пута, која је због близине прометнице остала сачувана од вандала - Трећи по реду курган - по високом корову се већ издалека види да је површина хумке нарушавана - Хумка у предњем плану је најнарушенија. Раскопана је багером по средини - Слика је настала са једног кургана управо да демонструје међусобну видљивост хумки – панорама са врха је фантастична - Безимена и опљачкана хумка и даље гордо господари пределом |

## Белешке
1. ↑  Историчар Золтан Нађерђ (мађ. Nagygyörgy Zoltán), viva voce
2. ↑  Као и многе друге коровске врсте ова биљка воли узнемиравано земљиште лошег квалитета. Честа је и масовна на пример на сметлиштима, на местима рушевина, као и тамо где се глинени слој земљишта измешао са плодним - типично за места копања)